# Krhová
Krhová – wieś i gmina w Czechach, w powiecie Vsetín, w kraju zlińskim. Według danych z dnia 1 stycznia 2014 liczyła 1971 mieszkańców.